# Faxälven
Faxälven er en bjergelv i landskaperne Jämtland og Ångermanland i Sverige. 
Den er en biflod til Ångermanälven, og er cirka 400 km lang (inklusive kildefloder). Faxälven kommer fra i Ströms Vattudal i Jämtland, Strömsunds kommun, og munder ud i Ångermanälven i Ed mellem Långsele og Sollefteå. Ved forgreningen Vängelälven løber en del af vandet fra Faxälven over i naboelven Fjällsjöälven, som også er en del af Ångermanälvens system.

## Bifloder
- Långsjöån
  - Björssjöån*
- Ledingsån
  - Finnån
    - Runån*
    - Källån*
- Gröningsån
- Gideån
  - Stensjöån
  - Jämtmyrån
- Edslan
  - Björkån*
- Valasjöån
- Nässjöån
- Lafsan
  - Lugnan*
    - Grytån
      - Kvarnbrännån*
        - Kängsjöån*
          - Isbillån*

    - Rensjöån
    - Vikån*
- Frostan
- Kvarnån
- Länglingsån
- Hostån
- Nyfloån
- Edsån
  - Tällån*
  - Renån*
    - Svanavattenån
    - Rusvattenån
- Klövån
- Allån
- Jougdån
- Ringsjöån
- Fiskån
- Dunnerån
- Hällingsån
  - Tvärån
  - Avansbäcken
- Muruån
  - Leivbakkelva
- Blåsjöälven*
  - Bjurälven*
  - Lejarälven*

63°11′2.78″N 17°2′40.56″Ø / 63.1841056°N 17.0446000°Ø